# في علم أنساب الأخلاق
في علم أنساب الأخلاق: جدل (بالألمانية: Zur Genealogie der Moral: Eine Streitschrift)‏ هو كتاب للفيلسوف الألماني فريدريش نيتشه نُشر عام 1887. يتكون الكتاب من تصدير وثلاثة مقالات متتالية والتي تسهب وتكمل المفاهيم التي صورها نيتشه في ما وراء الخير والشر في 1886.
لا يقدم نيتشه في هذا العمل أقوالا مختصرة كمعظم أعماله، وإنما يسهب في نصوص طويلة تمتلئ بالأطروحات الاجتماعية والتاريخية والنفسية. لقد خالف نيتشه فلاسفة الأخلاق الكلاسيكيين إذ لم يبرر الأخلاق وإنما حاول فهم تطورها التاريخي والمتطلبات النفسية لبعض القيم الأخلاقية. لذا فإنه لا يسأل كيف يجب أن يتصرف الناس، وإنما لماذا يعتقد الناس أن عليهم التصرف هكذا، أو لماذا يعتقدون أن على الآخرين التصرف بطريقة أو بأخرى.
اشتهر التباين بين أخلاق السادة وأخلاق العبيد الذي قدمه نيتشه في المقالة الأولى من الكتاب. كما أن المقالة الثالثة، التي يضع فيها نيتشه التنسك تحت النقد، أصبحت محورية في فهم كل أعماله المتأخرة.
لقد أثرت الجنيالوجيا في الكثير من المفكرين أمثال سيغموند فرويد وميشال فوكو، كما أصبحت من أكثر الأعمال مناقشة خاصة في فرنسا في النصف الثاني من القرن العشرين.

## العمل
الجنيالوجيا هي علم الأنساب أي دراسة نسب عائلة ما عودًا بالتاريخ. دراسة الأخلاق في هذا العمل هي دراسة تاريخية إذاً، أي أن نيتشه سيدرس كيف ظهرت مفاهيمنا الأخلاقية عبر التاريخ. استخدام جنيالوجيا بدلا من تاريخ له دلالة أيضا، إذ كما تدرس الجنيالوجيا عائلة واحدة متجاهلة البقية، سيدرس الكتاب الأخلاق المسيحية اليهودية التي سادت أوروبا في القرن التاسع العشر.
يتبع عنوان الكتاب الرئيسي عنوان فرعي هو كتاب سجاليّ، وهو ما يعني أن نيتشه لن يقدم طرحًا موضوعيًا عامًا وإنما هناك خصوم يهاجم نيتشه أفكارهم ويفندها.
يهدف نيتشه في هذا العمل إلى هدم منظومة الأخلاق القديمة لاستبدالها بمنظومة حديثة (بالألمانية: Umwertung aller Werte وتعني قلب كل القيم). يحاول نيتشه إذا تشخيص الأمراض في الأخلاق المسيحية التي سيطرت على أوروبا.

## المضمون

### المقالة الأولى: «الخيّر والشرير»، «الكريم واللئيم»

#### الفقرات 1-9

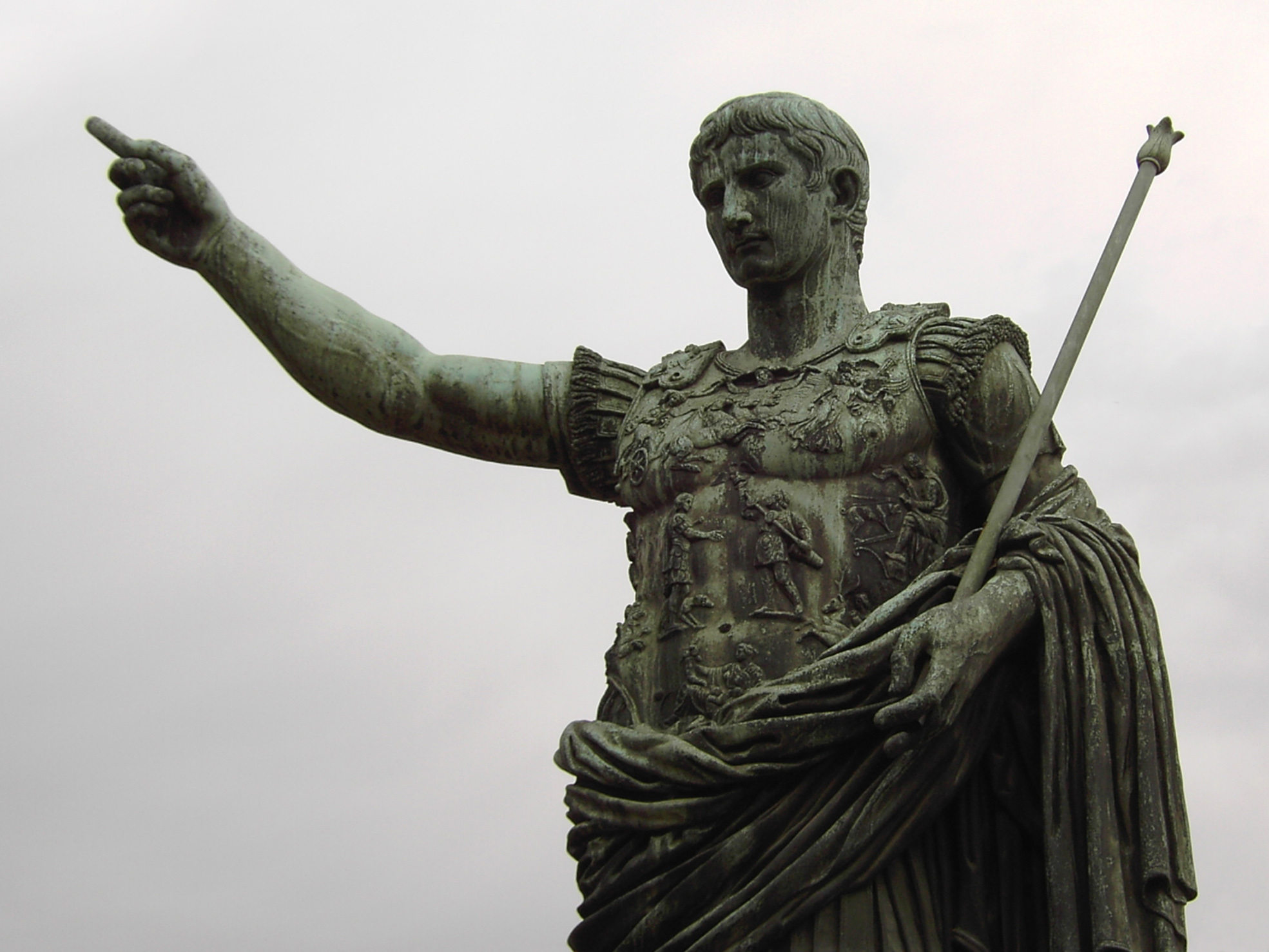
في البداية لم يكن هناك أخلاق بالمفهوم الحديث للكلمة. لقد قام البشر بالأفعال دون تقييمها بخير أو شر. غير أن النبلاء (الأقوياء) مجدوا أفعالهم واعتبروا أنفسهم وأفعالهم جيدة، فمجدت المجتمعات القوة والسلطة والغزو واعتبرتهم خيرًا، حتى ظهرت ثورة أخلاق العبيد.

يبدأ نيتشه معبرًا عن سخطه عن علماء النفس الإنجليز الذين حاولوا تفسير أصل الأخلاق، مع افتقارهم لأي روح تاريخية. تفترض نظرياتهم أن المستفيدين من الأعمال غير الأنانية للآخرين استحسنوا هذه الأعمال وأسموها «خيّرة». أي أنه في الأصل أصبح المفيد والخيّر شيئا واحدًا. يقول هؤلاء العلماء أيضا أنه بمرور الوقت نسينا هذا الارتباط الأصلي، كما أدت عادة تسمية الأعمال غير الأنانية بأنها «خيرة» إلى أننا اعتبرناها أعمالا خيّرة في ذاتها.
| في علم أنساب الأخلاق | بيد أنه من اليقين، وا أسفاه، أن الروح التاريخية ذاتها تعوزهم، أن كل الأرواح الخيّرة للتاريخ هي بالتحديد قد تخلت عنهم في محنتهم! فهم يفكرون جميعا، كما تعود الفلاسفة، من دهرهم، بطريقة لا تاريخية في جوهرها، ذلك أمر لا ريب فيه | في علم أنساب الأخلاق |

يختلف نيتشه مع هذا الرأي، قائلا أن المستفيدين من «الخير» لم يحددوا ما هو «الخير»، وإنما فاعلو الخير أنفسهم، النبلاء والأقوياء، هم من حددوا المصطلح. فقد أصبحوا يرون أنفسهم أخيارًا عندما لاحظوا التباين بينهم وبين من هم دونهم، عامة الناس والفقراء والضعفاء. لقد شملت قوتهم سلطانا على الكلمات، سلطانا لتحديد ما هو «خيّر» وما هو «سيء».
| في علم أنساب الأخلاق | إن حكمنا على شيء ما بأنه "خيّر" لا يتأتى من جهة الذين نبدي لهم خيرًا! بل إن الأخيار أنفسهم، وذلك يعني النبلاء وأصحاب المقدرة والمكانة الرفيعة والهمة العالية، إنما هم الذين أحسوا واعتبروا أنفسهم وأعمالهم خيّرة.. إنهم الأوائل الذين استباحوا لأنفسهم الحق في أن يخلقوا القيم وأن يسكوا للقيم أسماءً | في علم أنساب الأخلاق |

دعمًا لهذه الحجة، يشير نيتشه إلى التشابه بين كلمة «سيء» الألمانية وكلمات «بسيط» أو «تافه». في المقابل يشير إلى أنه في معظم اللغات كلمة «خيّر» مشتقة من الجذر ذاته لكلمات «قوي» أو «غني». يشير نيتشه كذلك إلى أن كلمات مثل «أسود» أصبحت تُستخدم استخدامًا سلبيًا، بسبب الشعوب سوداء الشعر في أوروبا الذين اكتسحهم الغزاة الآريون ذوو الشعر الأشقر. يشير كذلك إلى الارتباط بين «الخيّر» و«الحرب».
يشير نيتشه بعد ذلك إلى التغير الذي طرأ على اللغة عندما اكتسبت طبقة رجال الدين السلطة. هنا أصبحت كلمات «خالص» و«غير خالص» متناقضات مرتبطة بالخير والشر. لقد أصبح هذا النقاء ممثلا في الزهد عن الجنس، عن القتال، عن بعض الأطعمة، وعن الكثير من عادات المحاربين النبلاء. لقد أصبح كل شيء أكثر خطورة مع رجال الدين هؤلاء. لكن نيتشه يشير أيضا أنه مع رجال الدين فقط يصبح البشر مثيرين للاهتمام. فقط مع رجال الدين تكتسب الروح البشرية سمات تميزها عن الحيوانات، إذ تكتسب عمقا وتصبح شريرة.

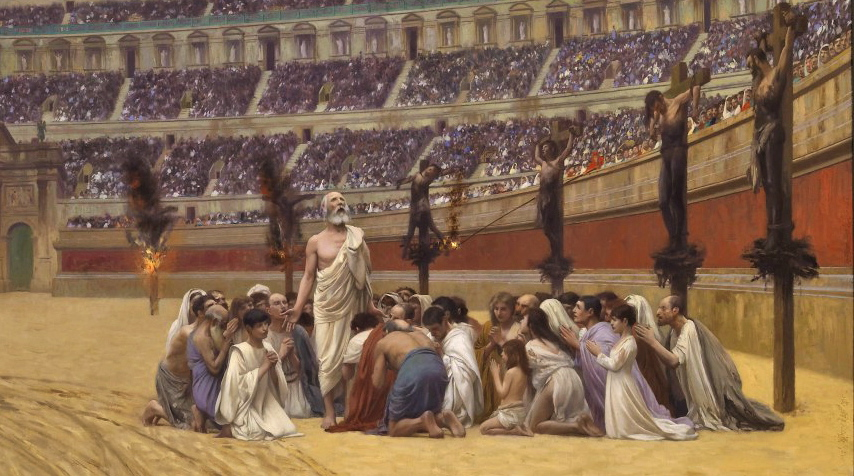
لقد كان اليهود والمسيحيون مضطهدين في الإمبراطورية الرومانية. ولمّا لم يفلحوا في الحصول على القوة المادية والغلبة، فقد اعتبروا عجزهم فضيلة. لقد تعايش المضطهدون مع عجزهم بإقناع أنفسهم أن القوة المادية لا تستحق العناء على أي حال، بل إن القوة شر. من هنا نشأت أخلاق العبيد.

على الرغم من أن هذا الوضع الكهنوتي مصدره الوضع الأرستقراطي، إلا أنه أصبح نقيضه وعدوه اللدود. لأن رجال الدين عاجزون، فقد تعلموا الكراهية، وأصبحت كراهيتهم أقوى من أي قيم حربية دعمها النبلاء.
| في علم أنساب الأخلاق | إن الكهان، كما هو معلوم، هم أشر الأعداء – ولكن لماذا؟ لأنهم أكثر الناس عجزًا. ومن العجز يتولد عندهم الكره، مرعبا وموحشا، روحيا ومسموما كأشد ما يكون. | في علم أنساب الأخلاق |

اعتبر نيتشه اليهود المثال الأوقع لطبقة رجال الدين، وأنهم الكارهون الأشد في تاريخ البشرية. لقد تمكن اليهود من إحداث قلب كامل في التقييمات الأخلاقية، ليصبح الفقراء والضعفاء والمهمشين هم الأخيار، بينما الأقوياء والنبلاء هم الأشرار.
| في علم أنساب الأخلاق | إنما اليهود هم الذين تجرؤوا على قلب معادلة القيم الأرستقراطية بإحكام مرعب وثبتوا عليه مكشّرين عن أنياب الكراهية التي لا قرار لها، كراهية العاجزين، وذلك يعني أن البؤساء فقط هم الخيرون، أن الفقراء والعاجزين والسفلة فقط هم الخيرون، هم وحدهم من يباركهم الرب، أما أنتم، أنتم النبلاء وأصحاب المقدرة، فمنذ الأبد أنتم الأشرار والهمجيون والشهوانيون، الكفرة، وستكونون أيضا المنبوذين والملعونين والمغضوب عليهم أبدا! | في علم أنساب الأخلاق |

لقد أحدث اليهود هذا القلب في القيم ببطء شديد لدرجة أنه لم يلاحظه أحد، ليظهر إنجازه الأكبر في تطور المسيحية: الحب المسيحي الناتج عن هذه الكراهية المشتعلة. يرى نيتشه يسوع كالتمثيل الأعلى للقيم اليهودية، وصلبه كالغواية العظمى. فكل أعداء اليهودية سينحازون إلى يسوع ضدهم وبالتالي يتبنون قيمه الأخلاقية اليهودية المسيحية. يرى نيتشه أنه مع نجاح المسيحية، اكتمل قلب الكود الأخلاقي، فما كان «خيّرا» أصبح «شريرًا» وما كان «سيئا» أصبح «خيّرا».
| في علم أنساب الأخلاق | من أعمق كره وأجلّ كره، كره خلّاق للمثل العليا، محول للقيم، لم يوجد مثله على الأرض أبدا، إنما انبثق بنفس القدر شيء لا يقارن، محبة جديدة، هي أعمق وأجلّ أنواع المحبة.. ولكن لا يظنّن المرء أنها ترعرعت بوجه ما باعتبارها نقيض الكره اليهودي! كلا، فهذه المحبة إنما خرجت منه، كأنما هي تاجه | في علم أنساب الأخلاق |

#### الفقرات 10-12
يرى نيتشه أن «تمرد العبيد على الأخلاق» يبدأ عندما يصبح الاضطغان قوة خلاقة. إن أخلاق العبيد سلبية كما أنها رد فعل، وناتجة عن رفض كل ما يختلف عنها. إنها تنظر حولها وتقول «لا» للقوى الخارجية المتضادة التي تخالفها وتقمعها. أما أخلاق السادة فلا تشغل نفسها كثيرًا بما حولها. ما الشر إلا تباين يبرز بوضوح تفوق النبلاء.
| في علم أنساب الأخلاق | لقد بدأ تمرد العبيد في الأخلاق بهذا الأمر، ألا وهو الاضطغان نفسه قد صار خلّاقا وولّد قيما: الاضطغان الذي يحرك ذلك النوع من الكائنات التي حُرمت من رد الفعل الحقيقي، رد الفعل الذي يكون فعلا، والتي لا تجد من عزاء إلا في ثأر خياليّ. وفي حين أن كل أخلاق نبيلة إنما تنبثق من قول نعم لأنفسها بشكل منتصر، تبدأ أخلاق العبيد بقول لا لخارج ما، لآخر ما، لضرب من عدم النفس. | في علم أنساب الأخلاق |

وعلى الرغم من أن كلا من أخلاق السادة وأخلاق العبيد يتضمنان تحريفا للحقيقة، فإن أخلاق السادة تفعل ذلك بصورة أقل بكثير. لقد رأى النبلاء أنفسهم سعداء، وكان منبع كل سوء فهم الاضطغان والمسافة التي حافظوا عليها بينهم وبين الطبقات الدنيا من الناس. على النقيض من ذلك، يحرف رجل الاضطغان ما يراه ليصور النبلاء كأسوء ما يمكن، وبالتالي ليكتسب الطمأنينة.
ليس بمقدور الرجل النبيل أن يأخذ بجدية كل ما يفسد في نفس رجل الاضطغان: الحوادث والشقاء والأعداء. فمن خلال السماح للامتعاض والكراهية أن ينموا داخله، ومن خلال اعتماده على الصبر والأسرار والخطط، ينتهي المطاف برجل الاضطغان أن يصبح أكثر مهارة من الرجل النبيل. لقد أنتج هذا التفكير المستمر بالأعداء والهوس بهم اختراع الاضطغان الأعظم: الشر. إن مفهوم «العدو الشرير» لهو أساسي للاضطغان كما أن «الخير» أساسي للرجل النبيل. وكما طور الرجل النبيل مفهوم «السيء»، كذلك طور رجل الكراهية مفهوم «الخير» ليدلل على نفسه.
يؤكد نيتشه على الفرق بين مفهومي «الشرير» و«السيء» على الرغم من اعتبار كليهما نقيض الخير. يفسر نيتشه الفرق عبر إيضاح أن هناك مفهومين مختلفين «للخير»: إن «خير» الرجل النبيل هو تمامًا ما يسميه رجل الكراهية «الشر».
| في علم أنساب الأخلاق | فالأرجح أن يسأل المرء، بعين الضدّ من ذلك، من هو الشرير على الحقيقة، في معنى أخلاق الاضطغان. وبكل صرامة علينا أن نجيب: هو بالتحديد الرجل الخيّر في الأخلاق الأخرى، بالتحديد هو النبيل، القادر، السائد، إنما مفسوخ اللون فحسب، محرّفا عن معانيه فحسب، متفرّسا فيه فحسب، عبر العين السامّة للاضطغان. | في علم أنساب الأخلاق |

يرى نيتشه أن التخلي عن أخلاق السادة لصالح أخلاق العبيد ليس شيء قد نفخر به. ربما كان هؤلاء البرابرة جبناء، لكنهم كانوا أيضا جديرين بالإعجاب. أما عالم الكراهية اليوم فهو مجرد عالم اعتيادي. يميز نيتشه العدمية التي يبغضها في المجتمع المعاصر كنوع من الإجهاد الإنساني. لم نعد نخاف من الإنسانية، لكننا لم يعد لدينا أمل فيها كذلك. يخشى نيتشه أن تكون أخلاق العبيد قد أحالتنا مبتذلين وذابلين.
| في علم أنساب الأخلاق | هاهنا يكمن قدر أوروبا المحتوم مع الخوف من الإنسان، نحن فقدنا أيضا محبّة الإنسان، وتهيب حرمته، والرجاء فيه، بل وإرادتنا له. ألا لإن بنا سأما من منظر الإنسان. وما هي العدمية اليوم، إن لم تكن هذا؟... لقد سئمنا من الإنسان... | في علم أنساب الأخلاق |

#### الفقرات 13-17

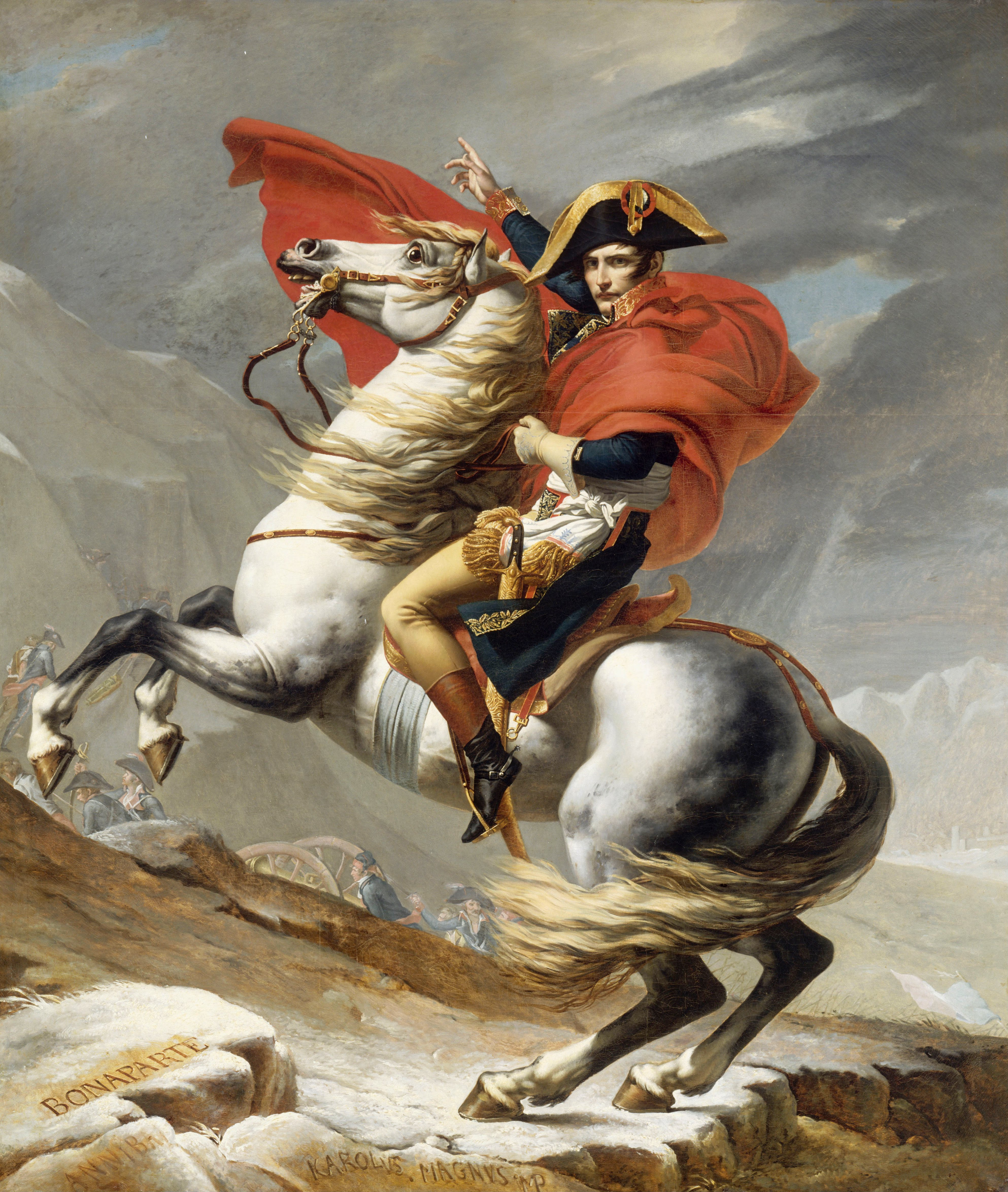
يرى نيتشه أن أخلاق السادة وأخلاق العبيد كلاهما نابعان من المصدر ذاته: من الرغبة في القوة والهيمنة أو كما أسماها إرادة القدرة. فالمستضعفون في المجتمع يريدون القوة كما الأقوياء لكنهم لا يستطيعون ذلك. لذا فإنهم يصِمُون القوة بكونها شرًا كنوع من الانتقام الروحي من الأقوياء.

الفقرة الثالثة عشر معقدة جدًا، وعميقة جدًا، ومهمة جدًا لفهم نيتشه، إذ يركز فيها نيتشه على التباين بين الحملان والجوارح من أجل فهم أصل مفهوم «الخير» النابع من الاضطغان. من الطبيعي أن تعتبر الحملان أن الجوارح شريرة لأنها تقتل الحملان. ومن هنا، سيكون منطقيا أن تعتبر الحملان كل شيء لا يشبه الجوارح، كالحملان أنفسهم مثلا، أنه خيّر.
| في علم أنساب الأخلاق | وحينما تقول الحملان فيما بينها "هذه الجوارح شريرة، أما من هو أقل ما يكون طيرا جارحا، بل بعين الضد منه، هو حمل، ألا يجب أن يكون خيّرًا؟ | في علم أنساب الأخلاق |

في حين يقبل نيتشه هذه الاستنتاجات، إلا أنه يرفض أنه يمكن استخدامها لتأنيب الجوارح لقتلها الحملان. إن القتل تعبير عن القوة، وإننا لا نرى الجوارح بمعزل عن تعبيرها عن قوتها، إلا بسبب سوء فهم لغوي فقط.
| في علم أنساب الأخلاق | أن نطلب من القوة ألا تظهر في مظهر القوة، ألا تريد أن تكون غلبة واستيلاء وسؤددًا، ألا تكون ظمأ إلى الأعداء، مقاومة وانتصارًا، إنما هو أمر عجاب، كمثل أن نطلب من الضعف أن يتبدّى في هيئة القوة | في علم أنساب الأخلاق |

لتوضيح هذه النقطة، يستخدم نيتشه مثال عبارة «ومضات البرق». قد تقودنا اللغة إلى الاستنتاج أن هناك فاعل هو البرق وهناك سند هي الومضات. ولكن ما هو البرق إن لم يكن الومضات؟ يرى نيتشه أن اللغة، وفقط اللغة، أدت إلى أننا نفكر بالأفعال في صورة فاعل وسند، بينما في الحقيقة الفاعل مجرد وهم يُضاف إلى الفعل، فالفعل هو كل شيء.
لقد دفعتنا اللغة إذا إلى أن نفكر أن الطائر الجارح بمعزل عن تعبيره عن القوة، وبالتالي فهو حر في أن يقتل أو لا يقتل. يرى نيتشه أنه على النقيض من ذلك، أن الطائر الضاري هو القوة هو القتل. ليست لأخلاق الحملان أن تسائل الطائر الضاري عن قتله، إذ سيكون ذلك مساويًا للومه على وجوده.
عندما تثني أخلاق العبيد على مفهوم «الخير» الخاص بها، فتمدح من لا يقتلون أو يؤذون، فإنها في الواقع تمدح من لا قوة لهم على إيذاء أحد. إنها تفسر اللافعل الناتج عن العجز على أنه فعل خير، مثل تحمل الأمراض وترك الانتقام لله. تعتمد أخلاق العبيد على الإيمان بفاعل (أو روح) مستقل عن أفعاله، لكي يفسر ضعفه على أنه حرية، ولافعله على أنه جدير بالثناء والمدح.
| في علم أنساب الأخلاق | فحينما يأخذ الذين سيموا خسفا وداستهم الأقدام وجار الناس عليهم، في نصح أنفسهم: "لنكن شيئا آخر غير الأشرار، لنكن خيّرين!" وخيّرهو ذاك الذي لا يجور، ولا يؤذي أحدًا، والذي يكِل الثأر للرب. ذلك لا يعني على الحقيقة، متى أنصتنا إليه لا نلتفت لفت عصبية أو هوى، شيئا آخر غير هذا "نحن الضعفاء ضعفاء، كذا نحن، فمن الخير لنا ألا نفعل شئيا لسنا له بأقوياء كفاية | في علم أنساب الأخلاق |

الفقرة الرابعة عشر هي تصوير مثالي لأخلاق العبيد وهي مزيفة ومليئة بالكراهية. تتوج الفقرة بالقول بأن «العدالة» اختراع لأخلاق العبيد كمفهوم لا يعيره السادة اهتمامًا. إن أخلاق العبيد لا تسعى إلى انتقام، بل تنتظر «حكم الله» الذي سوف يستعيد العدالة. تتضمن الفقرة الخامسة عشر أدلة من الكتابات المسيحية المبكرة والتي تظهر الكراهية والاضطغان في صورة «الحب المسيحي».
| في علم أنساب الأخلاق | أن يصير العجز الذي لا ينتقم "طيبة"، والضعة الرعديدة "خشوعًا"، والخضوع للذين بنا لهم كره "طاعة". إن مسالمة الضعيف، الجبن عينه، الذي به أغنى، إنما يتخذ هنا اسما جميلا، من قبيل "الصبر"، بل قد يتسمى "بالفضيلة"، ولا يستطيع أن يثأر صار يعني لا يريد أن يثأر، بل ربما حتى قد غفر، كذلك يتحدث الناس عن حب المرء أعداءه. | في علم أنساب الأخلاق |

يُنهي نيتشه بأن الصراع بين «كريم ولئيم» و«خيّر وشرير» هو أحد أقدم الصراعات، وأن «الخيّر والشرير» خاصة الاضطغان قد سادت بلا شك. يتساءل نيتشه ما إذا كان هناك أمل لنهضة لأخلاق السادة.
| في علم أنساب الأخلاق | هل ولى ذلك العهد وانقضى؟ هل أنّ هذا التضاد العظيم بين المثل العليا قد وضع بذلك جانبا إلى الأبد؟ أم أنه قد أُجل إلى أمد بعيد؟ ألا يجب أن تندلع يوما شرارة من الحريق القديم، أكثر رعبا وأعدّ لها إعدادا طويلا؟ | في علم أنساب الأخلاق |

### المقالة الثانية: الذنب، الضمير المعذّب وما جانس ذلك

#### الفقرات 1-7

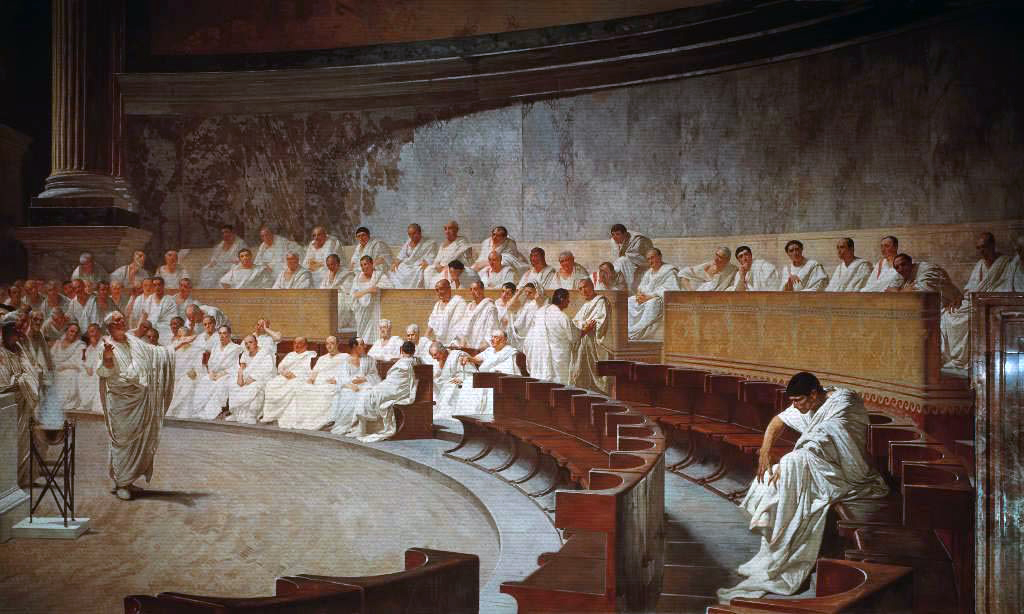
يرى نيتشه أن العمل الطويل منذ قبل التاريخ في خلق التقاليد، وفي كبح غرائز الإنسان، وفي خلق إنسان يمكن توقع أفعاله هو ما نسميه الضمير. ولأن الإيذاء جزء من طبيعة البشر لكنه أصبح ممنوعًا مع كونه جزءًا من مجتمع ما، فإن هذه الرغبة في الإيذاء ترتد داخليا نحو الفرد نفسه في صورة ضمير معذب.

يفتتح نيتشه المقالة الثانية بفحص أهمية قدرتنا على إطلاق الوعود. فلكي تحافظ على وعدك، لا بد أن يكون لديك ذاكرة قوية (الإرادة بأن حدثا ما لا يجب نسيانه) وثقة في المستقبل وفي قدرة المرء على حفظ ذلك الوعد. تتطلب هذه الثقة أن نجعل أنفسنا متوقعين، ولكي يكون الناس متوقعين، لا بد أن يتشاركوا في عدد من القوانين أو الأعراف التي تحكم تصرفاتهم.
يقوم المجتمع والأخلاق إذًا بجعلنا متوقعين، وهو ما بدوره يسمح لنا بإطلاق الوعود. تهدف هذه العملية المعقدة إلى خلق «فرد رئيس» قادر على إطلاق الوعود، ليس لكونه محكوم بالأعراف المجتمعية بل لأنه سيد لإرادته الحرة. يواجه الفرد الرئيس بعد ذلك مسؤولية هائلة لكونه حرًا في ادعاء ما يريد بخصوص مستقبله: نسمي هذا الإحساس بالمسؤولية «الضمير».
| في علم أنساب الأخلاق | إن المعرفة الفخور بالميزة الخارقة للمسؤولية، والوعي بهذه الحرية النادرة، هذا الاقتدار على الذات والقدر، قد تغلغل لديه في أعمق أعماقه وصار غريزة، غريزة غالبة: كيف سيسمّي هذه الغريزة الغالبة، متى فرضنا أن لديه حاجة إلى كلمة لقول ذلك؟ بيد أنه ليس في ذلك من شك: هذا الإنسان الرئيس سوف يسميها ضميره | في علم أنساب الأخلاق |

يتناول نيتشه بعد ذلك مفاهيم الذنب والضمير المعذب، مشيرًا إلى التشابه بين كلمتي ذنب وديْن في الألمانية، قائلا أن الذنب في الأصل لم يكن له علاقة بالمسؤولية أو انعدام الأخلاق. لم يكن العقاب مرتبط بالذنب، وإنما كنوع من القصاص. إن فشل أحدهم في الإيفاء بوعده أو سداد قرضه فإنه قد أصبح مدينا، ويمكن تعويض ذلك من خلال العقاب أو التعذيب. إذا لم يتمكن الدائن من استرداد ماله، فإنه يستطيع إيذاء المدين.
| في علم أنساب الأخلاق | إذ تقوم المعادلة بذلك على أنه بدلا عن ربح يكون عديلا مباشرا للخسارة، إنما يخول للدائن ضرب من المتعة هي بمثابة تسديد وتعويض، متعة أن يتسطيع صّ جام قوته على كائن لا قوة له دون حرج، وشهوة أن يسيء حبا في الإساءة | في علم أنساب الأخلاق |

يشير نيتشه إلى أن جعل الآخرين يعانون كان سعادة عظيمة يسميها نيتشه «احتفالا» يعوض الدين غير المسدد. يمكننا تتبع أصل الضمير والذنب والواجب في احتفالات القسوة: لقد كان أصلهم «مثل بداية كل العظائم على الأرض، قد رويت بالدماء عميقا وطويلا».
يؤكد نيتشه على أنه مع قسوة الحضارات القديمة، كان هناك قسط كبير من البهجة. لقد أصبحنا نعتبر المعاناة حجة في وجه الحياة، على الرغم من أن خلق المعاناة كان مرة احتفالا بالحياة نفسها. يرى نيتشه أن الاشمئزاز من المعاناة هو اشمئزاز من كل رغباتنا، كما أنه اشمئزاز من لا معنى المعاناة. إذ لا الأقدمون ولا المسيحيون اعتبروا المعاناة بلا معنى. لقد كان هناك بهجة وتبرير للمعاناة. يقول نيتشه بأننا اخترعنا الآلهة لنضمن وجود كيان شاهد يضمن لنا أن كل معاناة ملحوظة.

#### الفقرات 8-15

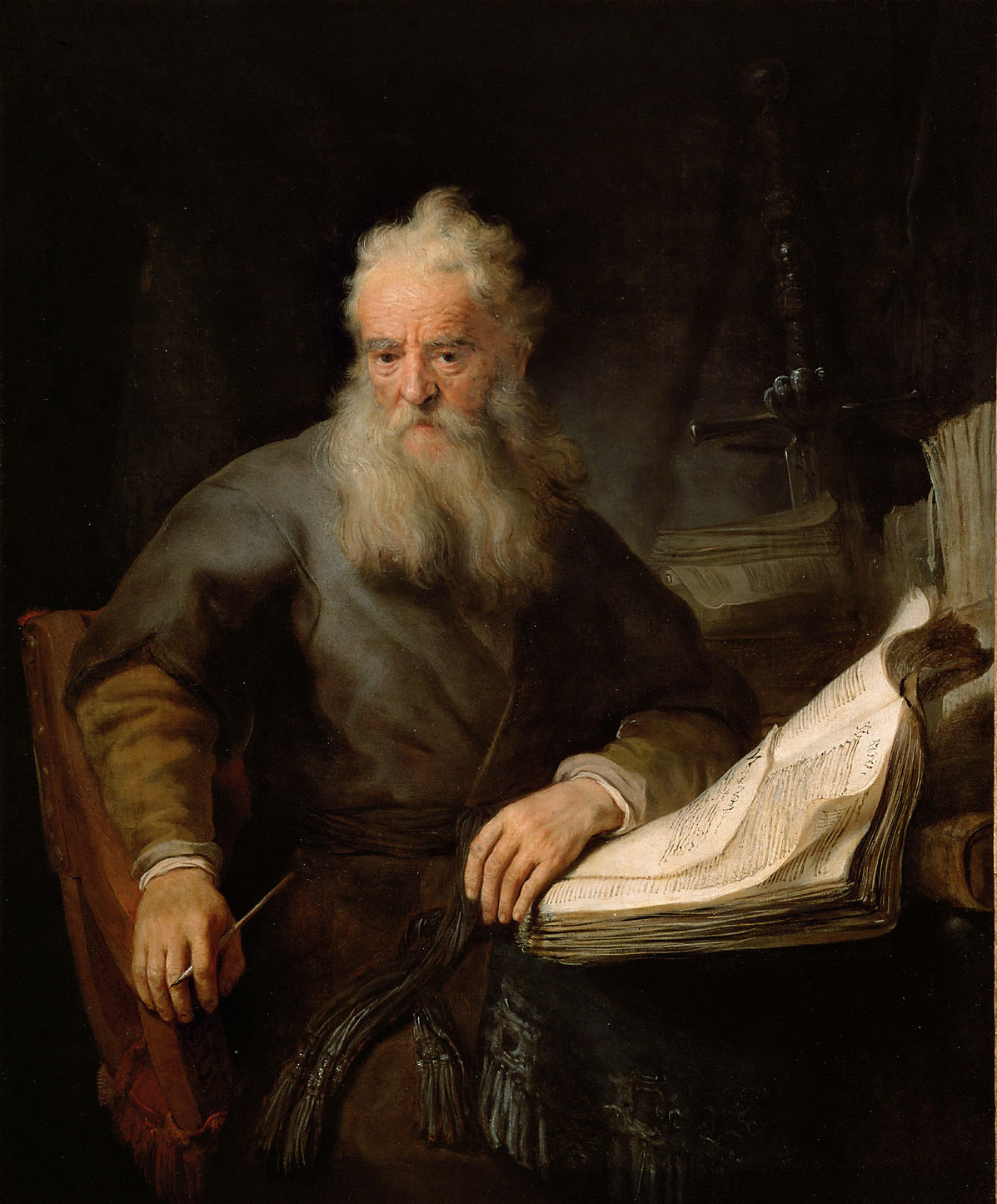
ولأن طبيعة الإنسان في العنف والإيذاء مكبوتة، فإنها ترتد داخليا لتوقع الأذي به في صورة ضمير معذب. غير أن الإنسان يبحث عن معنى لعذابه وهو ما تقدمه له الأديان. فميل الإنسان نحو العنف يتحول إلى "فأعطه خدك الآخر"، وسعي الإنسان نحو الثراء يصبح خطيئة اسمها "الطمع". أي أن الدين قد أصبح تبريرًا لمعاناة الإنسان بعدما ارتدت عليه غرائزه التي لم تجد مخرجا ومتنفسًا خارجيًا.

يتتبع نيتشه أصل الضمير والشعور بالذنب إلى العلاقة البدائية بين البائع والشاري، وبين الدائن والمدين. إننا كائنات تقيس وتقيّم كل شيء، لكل شيء سعر، الأفعال كما البضائع. هذه العلاقة موجودة أيضا بين الناس وبين المجتمع الذي يعيشون فيه. يوفر المجتمع الحماية والسلام وغيرها الكثير فيصبح الناس مدينين له. لذا فإن من يخالفون قانون مجتمعهم ليسوا فقط لا يردون الدين، بل إنهم يعتدون على دائنهم. لذا فلا عجب أنهم يواجهون أقسى العقوبات.
| في علم أنساب الأخلاق | يعيش المرء في كنف جماعةٍ، ويمتع بمنافع جماعةٍ، إذ يسكن المرء محميًا مترفقا به في أمن وسلام، خليّ البال من بعض الأضرار والاعتداءات التي من شأنها أن تنزل بالإنسان الذي في الخارج، وبأي وجه كان المرء على وجه الدقة بإزاء هذه الأضرار والاعتداءات يرهن نفسه للجماعة ويقطع العهود لها. ماذا يحدث في حالة مغايرة؟ إن الجماعة سوف تسترد حقها. | في علم أنساب الأخلاق |

يشير نيتشه أيضا إلى أنه كلما زادت قوة المجتمع، كلما قلت الحاجة إلى معاقبة المخالفين. أما إذا كان المجتمع ضعيفا، فإن كل هجوم عليه يعتبر خطرًا وجوديًا، وخطر كهذا لا بد من التخلص منه. إن مجتمعًا قويًا كفاية لمقاومة كل أنواع الهجمات عليه، هو مجتمع لديه رفاهية عدم معاقبة المخالفين، ومجتمع كهذا قد تخطى حاجته للعدل الصارم. نطلق على التعبير عن القوة عبر العفو عن المخالفين اسم «الرحمة».
| في علم أنساب الأخلاق | إن جماعة قويت شوكتها لن تأخذ جرائر الفرد على محمل الجدّ، من أجل أنه لم يعد يسوغ لها أن تعدّ تلك الجرائر كما في السابق خطرةً وهدامة بنفس المقدار إزاء بقاء الكل: لم يعد الجاني يهدر دمه دونما حرج ويُخرج من دياره، ولم يعد يحق لغضب الكل أن ينصبّ عليه بلا عنان كما في السابق...فإذا نمت قدرة جماعةٍ ما وزاد وعيها بذاتها، خفّ أيضا على الدوام قانون العقوبات. | في علم أنساب الأخلاق |

ينعطف نيتشه بعد ذلك إلى أصل العدالة مشيرًا إلى أن تأثيرات الانتقام والاضطغان هي آخر ما تمسها العدالة. قليلون فقط يكونون عادلين بحق تجاه من آذوهم. إلا أن الرجل النبيل الذي ينفجر في وجه من آذاه هو أقرب للعدالة بكثير من رجل الاضطغان الذي سمم نفسه بالتحامل وخداع الذات.
| في علم أنساب الأخلاق | فمن المؤكد بين غالب الناس أنه حتى لدى أعفّ الأشخاص وأصلحهم إنما يكفي جرعة صغيرة من التهجّم والخبق والغمز حتى تحمرّ العين دما وتعمى عن كلّ إنصاف. إن الإنسان الفاعل، المعتدي، الجائر، إنما يقف على الدوام أقرب مائة خطوة إلى العدالة من الإنسان الارتكاسي". | في علم أنساب الأخلاق |

نتنقم العدالة ومؤسسات القانون في الأساس من مرتكبي الجرم. فإذا سُرقتُ، فإن العدالة هي من وقع عليها الضرر وليس أنا. لذا فإن نيتشه يقترح أن مفهوم العدالة لا يمكن أن يوجد إلا بمجتمع قد وضع قوانين يمكن انتهاكها، فلا شيء يسمى «العدالة في ذاتها». رأينا إذا أن أصل العقاب والهدف منه بعيدان كل البعد عن بعضهما، وأن كل شيء موجود لفترة طويلة من الزمن قد أسبغ عليه كل التفسيرات المختلفة والمعاني والغايات من القوى المختلفة التي تتحكم به، وإن للشيء نفع أو غاية إذا كان هناك «إرادة قوة» تعمل عليه. ليس للأشياء والمفاهيم غاية ذاتية، وإنما غاية تمنحها القوى المختلفة التي تعمل عليها.
لمفهوم العقاب مثلا جانبا ثابتا وجانبا متغيرًا. وعلى عكس ما قد يفترضه البعض، فإن نيتشه يرى أن فعل العقاب ذاته ثابت، بينما غاية العقاب هي المتغيرة. إن للعقاب تاريخ طويل لدرجة أنه ليس واضحًا تماما لماذا نعاقب. يقدم نيتشه معانٍ مختلفة للعقاب في مختلف العصور. في هذه القائمة، لا يذكر نيتشه أبدًا تطور «الضمير المعذب» إذ يقترح أنه حتى اليوم، لا يؤدي العقاب إلى الشعور بالذنب، وإنما إلى شعور «لقد ساءت الأمور» بدلا من «كان عليّ ألا أفعل ذلك». يُنظر إلى العقاب كسوء حظ، ويهدف إلى جعلنا أكثر تعقلا وألفة.
| في علم أنساب الأخلاق | يُفترض أن العقاب إنما يستمد قيمته من كونه يوقظ الشعور بالذنب عند المذنب، إذ يبحث المرء فيه على الأداة الحقيقية لهذا الارتكاس النفسي الذي يُسمى "الضمير المعذّب" أو "وخز الضمير".. بيد أن تأنيب الضمير في ما بين المجرمين والمساجين إنما هو شيء أندر ما يكون. إنما يشعر المسيئون الذين أُنزل بهم العقاب: هذا أمر قد زلت فيه القدم من حيث لا نحتسب، وليس ما كان يجب عليّ أن أفعل". | في علم أنساب الأخلاق |

#### الفقرات 16-25

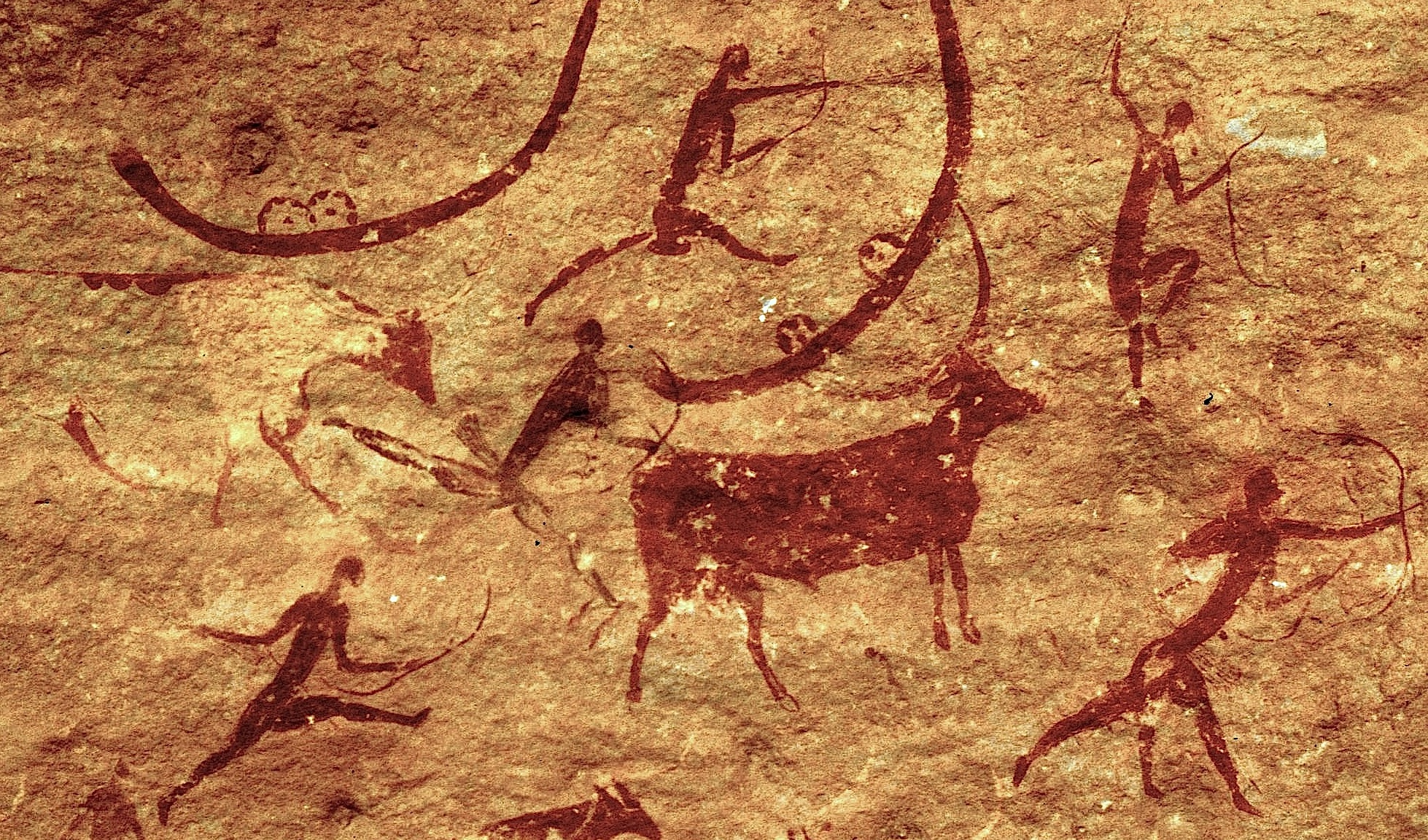
لا يعني انتقاد نيتشه للمجتمعات المعاصرة دعوة للعودة إلى أسلوب العيش البدائي، بل يدعو إلى التحرك للأمام. فطالما أن الحياة الداخلية نتيجة لارتداد إرادة القدرة للداخل، فإن حياتنا الداخلية صراع بالضرورة. يريدنا نيتشه أن ننتصر في هذا الصراع. أن تتغلب إرادة القدرة على نفسها تمامًا حتى نتغلب تمامًا على الضمير المعذب.

بعدما استبعد نيتشه أن العقاب هو أصل الضمير المعذّب، شرع في تقديم فرضيته بأن الضمير المعذب ناتج عن الانتقال من مجتمعات الصيد وجمع الثمار إلى الاستقرار الدائم. لقد أصبحت كل غرائزنا الحيوانية في البرّية بلا فائدة، ولكي ننجو كان علينا أن نعتمد على عقولنا الواعية بدلا من غرائزنا اللاواعية.
يرى نيتشه أن الغرائز التي لا تتحرر خارجًا ستلتف نحو الداخل. لقد كان علينا أن نكبت غرائز الصيد والقسوة والعداوة والدمار التي ميزت حياتنا قبل التاريخ عندما دخلنا في مجتمع. وكنتيجة لذلك، فقد وجهنا كل هذا العنف نحو أنفسنا، وخلقنا برّية جديدة لأنفسنا لنعاني معها ولنتغلب عليها. إننا بفعلنا ذلك قد طورنا حياة داخلية وضميرًا معذبًا. يطلق نيتشه على الحرب التي نشنها على غرائزنا الخاصة اسم «ألم الإنسان من الإنسان، من ذاته»، ويرى في هذه المعاناة أن «كما لو أنّ الإنسان لم يكن هدفا، بل كان طريقا فحسب، حادثة في وسط الطريق، جسرًا، وعدًا كبيرًا».
| في علم أنساب الأخلاق | إلا أن كل الغرائز لتي لا تنفجر خارجًا، تنقلب نحو الباطن، ذلك ما أسمّيه استبطان الإنسان... إن الإنسان الذي لِنقص في أعداء تهدّده من خارج أو عوائق تقف في طريقه، وقد زُجّ به في ضيقة حاصرة وفي رتابة العادات، فطفق في لهفةٍ يمزّق نفسه ويطاردها ويعضّها ويزعجها وينكّل بها، هذا الحيوان الدفوع حتى يُدمى على قضبان قفصه، هذا المعدم الذي أهلكه الحنين إلى الصحراء، هذا الأسير الملهوف القنوط هو الذي صار مخترع "الضمير المعذب" | في علم أنساب الأخلاق |

تعتمد نظرية نيتشه على افتراض أن التحول إلى المجتمعات المستقرة كان تحولا عنيفا، وأنه قد فرضته قلة استبدادية على الأغلبية: فما العقد الاجتماعي إلا أسطورة. لقد أصبح على الأغلبية المحرومة من الحرية أن توجه غريزتها للحرية نحو الداخل، نحو أنفسهم، مما شكل الضمير المعذب. بفعلهم ذلك، فقد كونوا فكرة الجمال وطوروا الإيثار كفضيلة.
| في علم أنساب الأخلاق | إن أول ما يدخل في مقدمات هذه الفرضية عن أصل الضمير المعذب هو أن ذلك التغير لم يكن متدرجًا أو طوعًا ولا هو تبدّى في شكل نماء عضويّ ضمن شروط جديدة، بل بوصفه كسرًا، وثبًة، إكراهًا، قضاءً مبرمًا... إنّ أقدم دولة هي قد حدثت في شكل طغيان مرعب، في شكل آلة ساحقة باطشة. | في علم أنساب الأخلاق |

يتتبع نيتشه بعد ذلك تطور الضمير المعذّب بدءًا من الشعور بالديْن الذي أحس به أفراد القبيلة نحو مؤسسي القبيلة. ومع ازدياد قوة القبيلة، ازداد الديْن الذي عليهم لأسلافهم المبجلين. ومع مرور الوقت الكافي، بدأت عبادة هؤلاء الأسلاف كآلهة. وكأقصى الآلهة المعروفة حتى الآن، فقد صاحب الإله المسيحي أقصى درجة من الشعور بالديْن. غير أنه لا يمكن ردّ هذا الدين، لذا فقد نشأت مفاهيم اللعنة الدائمة وأن كل الناس يولدون بخطيئة أصلية لا يمكن الخلاص منها. بالتالي فإن عبقرية المسيحية أن يضحي الإله (يسوع) بنفسه ليخلصنا جميعا من خطيئتنا: يضحي الإله (الدائن) بنفسه حبا في المدين.
يرى نيتشه أنه لا تعزز كل الآلهة من الضمير المعذب. فبينما نجد الإله المسيحي بؤرة الضمير المعذب وتعذيب النفس والشعور بالذنب، نجد في آلهة الإغريق احتفال بغرائزهم الحيوانية كقوة لطرد الضمير المعذب.
| في علم أنساب الأخلاق | هؤلاء الإغريق لطالما استخدموا آلهتهم رأسًا من أجل أن يقفوا على مسافة من الضمير المعذب، حتى يظلوا قادرين على الابتهاج بحرية أنفسهم، في معنى معاكس لاستخدام المسيحية لإلهها. | في علم أنساب الأخلاق |

يختم نيتشه قائلا بأنه قد يكون هناك مخرج من عدة آلاف من السنين من الضمير المعذب: إذا أمكننا تحويل الضمير المعذب ليس ضد غرائزنا الحيوانية، وإنما ضد كل شيء فينا يتضاد مع هذه الغرائز وكل ما يتنافى مع الحياة. يمكننا حينها أن نحول الضمير إلى توكيد للحياة ضد «أمراض» المسيحية والعدمية.
| في علم أنساب الأخلاق | إنسان المستقبل، هذا الذي سيخلصنا من المثل الأعلى السائد حتى الآن، من الاشمئزاز الكبير، من إرادة العدم، من العدميّة، الذي يرد إلى الأرض هدفها وإلى الإنسان رجاءه، هذا المسيح المضاد والعدميّ المضاد، هذا المنتصر على الإله والعدم، إنما ينبغي أن يأتي يومًا ما... | في علم أنساب الأخلاق |

### المقالة الثالثة: أيّ معنى لمُثل التنسّك؟

#### الفقرات 1-10

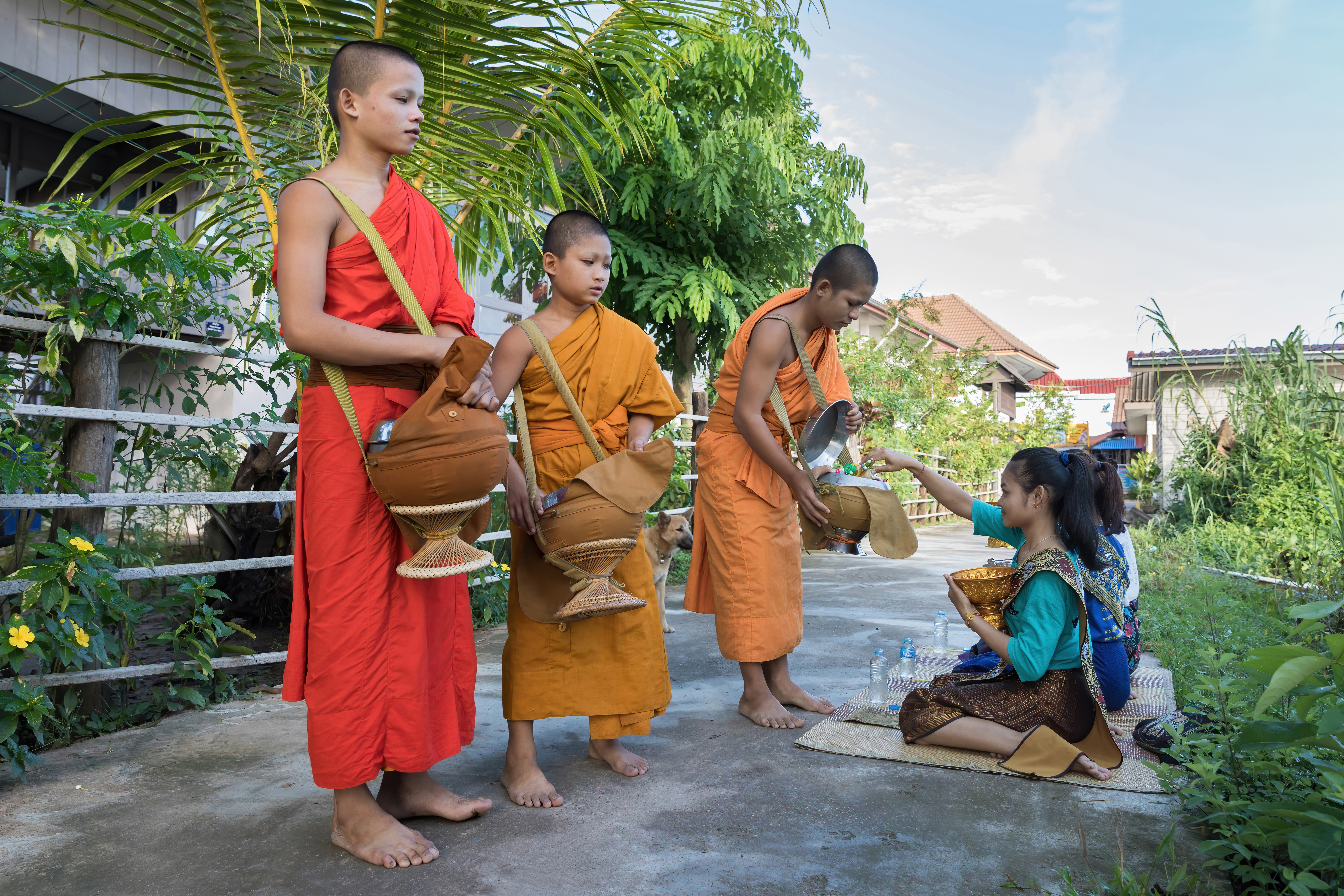
بالنسبة للفلاسفة، تعاظم مُثل التنسك الشعور بالقوة، إذ يساعدهم التنسك في بحثهم عن المعرفة التي بدورها تزيد من شعورهم بالقوة. على النقيض من ذلك، فإن التنسك لا قيمة له عند الفنانين، لأنه ليس بمقدورهم الانعزال عن العالم.

يفتتح نيتشه هذه المقالة بسؤال: «أيّ معنى لمُثل التنسّك؟» ويجيب بأنها تعني أشياءً كثيرة لأناس كثيرين، إذ أننا نفضل أن نرغب العدم على ألا نرغب شيئا مطلقا.
| في علم أنساب الأخلاق | إنما يعبّر ذلك عن الواقعة الأساسية للإرادة الإنسانية، فأولى بها أن تريد العدم، على أن لا تريد شيئا. | في علم أنساب الأخلاق |

يتناول نيتشه بعد ذلك مثال ريتشارد فاغنر متسائلا لماذا أقدم فاغنر على التنسك في نهاية حياته ولماذا كتب بارسيفال. بعد مناقشة مقتضبة لفاغنر، خلص نيتشه إلى أننا لا نتعلم كثيرًا عن مُثل التنسك من الفنانين، لأنهم دائما ما يعتمدون على سلطة لفلسفة ما أو أخلاق ما مؤكدًا أن تنسك فاغنر لم يكن ممكنا دون فلسفة شوبنهاور. ربما أعجب فاغنر بشوبنهاور بسبب الأهمية التي أولاها شوبنهاور للموسيقى في فلسفته قائلا بأنه بينما تعتبر كل صور الفن تمثلات للظواهر، فإن الموسيقى تتحدث لغة الإرادة ذاتها.
| في علم أنساب الأخلاق | أيّ معنى إذن لمثل التنسّك؟ في حالة الفنان، لا شيء أبدا! أعرضوا للتوّ عن الفنانين: فهؤلاء ليسوا أبدا من الاستقلال والكفاية داخل العالم وضدّه حتى تكون توقيماتهم أو تلقباتها مما يستحق الاهتمام في حدّ ذاتهّ هل كانوا في كل عصر إلى خدمًا لأخلاق ما وفلسفة ما ودين ما؟ | في علم أنساب الأخلاق |

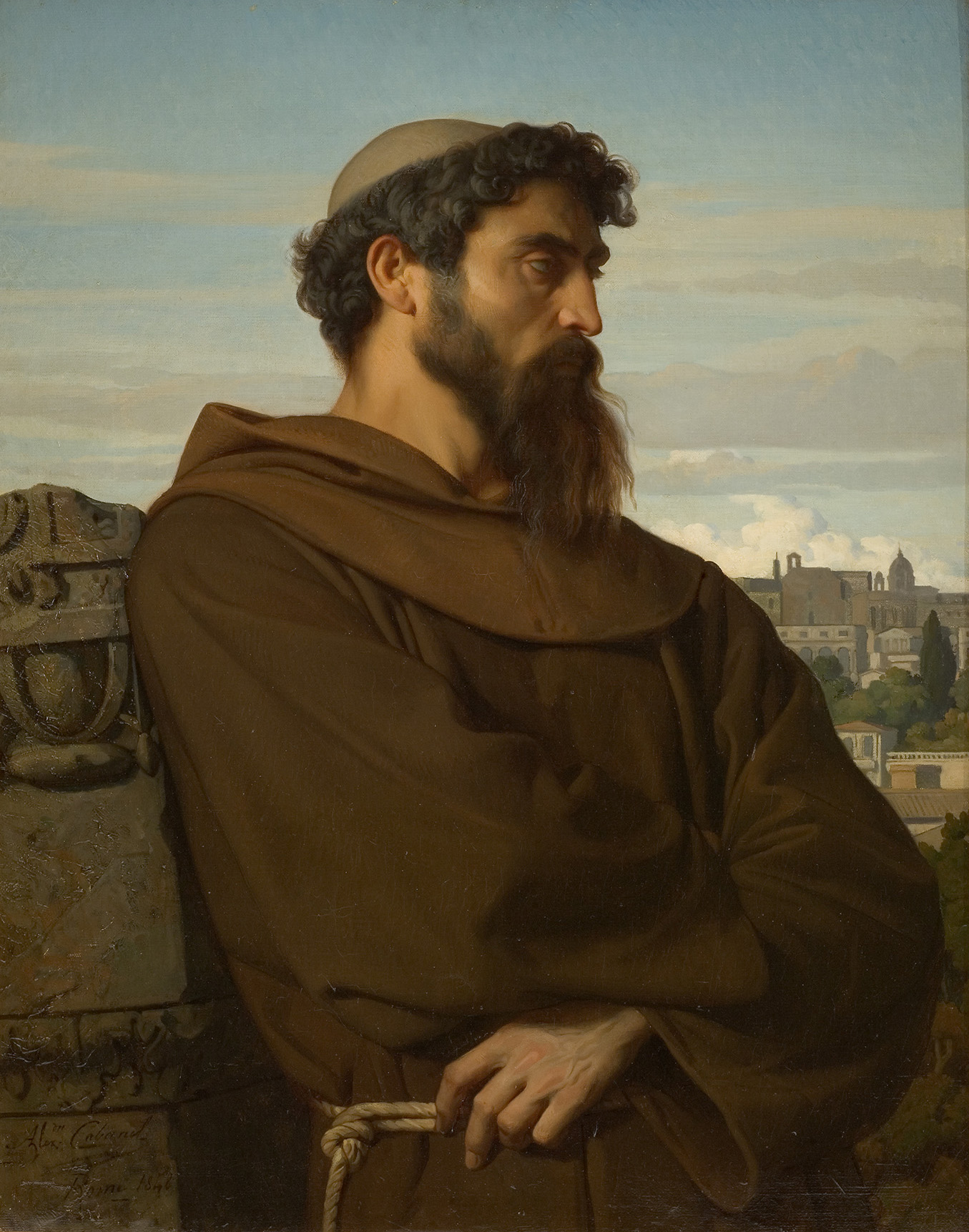
ادعاء نيتشه في الفقرة الأولى من المقالة بأننا نفضل «أن نريد العدم على أن لا نريد شيئا» محوريّ في فهمه لمُثل التنسك. فأنْ نريد مُثل التنسك هو أن نريد العدم. إن تنسك شوبنهاور يريد العدم لأنه يسعى إلى إخماد الإرادة تمامًا. غير أن نيتشه يعتبر ذلك إرادة كذلك، وهي أفضل من ألا نريد شيئا مطلقا. يختلف نيتشه مع شوبنهاور في مسألة إخماد الإرادة، إذ يعتبر ذلك تشاؤما عدميًا، ويرى أنه يجب أن نؤكد الإرادة ونسعى لتقويتها بدلا من إخمادها.

اتبع شوبنهاور كانت في أن الجميل هو ما يُعجب بلا مصلحة. عدّل شوبنهاور تعريفه لاحقا بأن الجميل هو ما له تأثير مهدّئ على الإرادة، محررًا الإرادة من إلحاح الاختيار المستمر. يؤكد نيتشه أولا أن تعريف كانت للجمال يأتي من وجهة نظر المتفرج لا الفنان. بعد ذلك يقارن هذا التعريف بتعريف فنان (ستندال) الذي عرّف الجمال بأنه «وعد بالسعادة». إن هذا التعريف نقيض لتعريف شوبنهاور وكانت، إذ أنه يوقظ كلا من الإرادة والاهتمام. يرى نيتشه أخيرًا أن موقف شوبنهاور كان موقفا شخصيًا وليس بلا مصلحة أبدًا. هنا نحصل على نظرة مبدئية على فيلسوف يقدس المُثل التنسكية ليتحرر من العذاب الدائم والمستمر لإرادته.
يسعى كل شيء لتأمين الظروف التي تعاظم من شعوره بالقوة، لذلك يمقت الفلاسفة الزواج (يشير نيتشه إلى أن هيراقليطس وأفلاطون وديكارت وسبينوزا ولايبنتس وكانت وشوبنهاور لم يتزوج أي منهم) وكل الملهيات الأخرى عن سعيهم الفلسفي. يجد نيتشه معنى مُثل التنسك بين الفلاسفة: إنها وسيلة تعاظم الشعور بالقوة. ليست مُثل التنسك إنكارًا للوجود بل تأكيدًا له، إذ أن الفيلسوف يؤكد على وجوده هو فقط. من هنا يستنتج نيتشه أن الفلاسفة لا يكتبون عن التنسك من منطلق لا مبالٍ، بل يفكرون في قيمته لأنفسهم وكيف لهم أن يستفيدوا منها. فالفلاسفة يكونون في خير حالٍ عندما يعتزلون صخب العالم من حولهم.
| في علم أنساب الأخلاق | إن كل حيوان، كذا هو أيضا حال كل دابّة فلسفية، إنما يصبو بغريزته إلى أقصى ما يمكن من الظروف الملائمة، التي يستطيع من خلالها أن يطلق كل قوته وأن يبلغ إلى أوج شعوره بالاقتدار. كذا الفيلسوف يمقت الزواج بوصفه عائقا وقدرا مناوئا يسدّ طريقه نحو أقصى المستطاع.. إن فيلسوفا متزوجا إنما يجد مكانه في الكوميديا. | في علم أنساب الأخلاق |

بعد أن حدد نيتشه قيم مُثل التنسك بين الفلاسفة، أكمل قائلا أن الفلاسفة قد وُلدت من رحم قيم التنسك وعليها تعتمد. إن كل التغيرات العظمى التي حدثت في عالمنا قد تحققت عبر العنف والقوة. إن الطبع التأملي الشكوكي للفلسفة مناقض في طبيعته للأخلاق القديمة وبالتالي لم يثق به الكثيرون، وإن أفضل طريقة لتبديد هذه الحالة من انعدام الثقة هو الخوف، لذا يرى نيتشه أن البراهمانيين القدامى كانوا متفوقين في ذلك. عبر تعذيب النفس والتنسك لم يدفع البراهمانيون الآخرين إلى الخوف منهم وتبجيلهم فحسب، بل دفعوا أنفسهم إلى الخوف من أنفسهم وتبجيلهم.
يرى نيتشه إذًا أن الفلاسفة لم يكن بمقدورهم التباهي بكونهم فلاسفة، فاختاروا قناعا مختلفا يقدموا أنفسهم من خلاله. مع البراهمانيين ومع معظم الفلاسفة منذ ذلك الحين، كان هذا القناع هو قناع التنسك.

#### الفقرات 11-14
نجد في الناسك تمثيلا جديّا لمُثل التنسك، إذ يرى الحياة طريقا خاطئا على المرء أن يقطعه عائدًا لنقطة البداية، أو كخطأ تصححه الأعمال. لا بد أن أن نرفض الحياة بكل مسرّاتها الحسية وملهياتها وأن نقلبها ضد ذاتها. النتيجة هي حياة التنسك. بالتالي فإن حياة التنسك ليست غاية في ذاتها، وإنما سبيل من الحياة نحو شيء أفضل.
| في علم أنساب الأخلاق | إن المتنسّك يعامل الحياة وكأنما هي طريق ضالة، منها قد ينبغي على المرء في نهاية المطاف أن يعود القهقرى، إلى الموضع الذي بدأ منه، أو كأنما هي خطأ يفنده المرء بالأفعال أو يجب عليه أن يفنده. | في علم أنساب الأخلاق |

لقد برزت مُثل التنسك في كل مكان وفي كل زمان وفي كل ثقافة، لذا فلا ريب أن شيئا ما مرغوب فيها قد جعلها عالمية. إن حياة التنسك تبدو متناقضة: إنها إرادة أن تكف عن الإرادة، أن تقلب الحياة على نفسها. إنها تعبير عن إرادة القدرة تسعى لا لترويض جزء من الحياة، بل لترويض الحياة نفسها.
إن هذه الإرادة المتناقضة حريّ بها أن تنقلب ضد الواقع مدّعية أنه ليس حقيقيًا. لذا فإنها تعتبر الأجسام المادية أوهامًا، وترفض أنا الإنسان وشخصه. إن المنطق محصور على التعامل مع خيالات العالم المادي، وليس بمقدوره اختراق الحقيقة نفسها.
بدلا من الحِجاج ضد وجهة النظر هذه، يُظهر نيتشه بعض الامتنان نحوها. فمن خلال تغيير منظورنا، يصبح بإمكاننا رؤية المسألة من وجهة نظر جديدة. ربما لا تكون وجهة النظر هذه موضوعية لتأثرها بمُثل التنسك، إلا أن نيتشه يؤكد على أنه لا توجد وجهة نظر موضوعية خالية من الإرادة نعتبرها أرضًا لأشياء كالعقل المحض والحقيقة المطلقة. إننا نقترب من الموضوعية بقدر ما نكتسب منظورات عديدة عن المسألة. ينتقد نيتشه مُثل التنسك بمقدار ما تحاول أن تقضي على التفكير تمامًا، إذ ليس في ذلك منظور مختلف وإنما هدم لكل منظور.
يتناول نيتشه بعد ذلك التناقض في قول أنّ مُثل التنسك تمثل الحياة ضد نفسها، بل يرى نقيض ذلك هو الصحيح بأن مُثل التنسك إنما تنبع من الغريزة الحامية لحياة متدهورة. إن البشر مجربون عظماء، دائبون على الاكتشاف والبحث والكفاح لمزيد من الغلبة على أنفسهم وعلى الطبيعة وحتى على الآلهة. غير أنه خلال هذا الكفاح قد أصابنا بالمرض، فلا عجب أننا نرى مُثل التنسك تنبع في كل مكان. إنّ مُثل التنسك وإنْ بدت تناقض الحياة، إلا أنها مؤكدة لها وبقوة إذ تقول «نعم» للحياة في وجه المصاعب والشدائد.
يرى نيتشه أن هذا «المرض» إنما ينبع من الغثيان والشفقة على البشرية التي بدورها تبعث على العدمية، إرادة العدم التي تميز مُثل التنسك. إن عدمية الضعفاء والمرضى خطر عظيم على كل الأصحاء إذ تبدو بمظهر الفضيلة مدعية أن الصحة والقوة والسعادة شرور تستوجب العقاب. ليس للأقوياء أن يخجلوا من قوتهم، ولا بد من إبعادهم عن المرضى إن أرادوا لقوتهم بقاءً، كما ليس لهم أن يشفقوا على الغالبية المريضة أو يحاولوا علاجها.
يرى نيتشه أن الانتصار الأكبر هو أن نرى كفاحنا وسيلة لتحرير أنفسنا من غرائزنا وماضينا التطوري وألا نراه معاناة علينا تحملها، إذ حين ذلك تصبح الحياة شيئا يستدعي الشفقة ويجلب الغثيان. هذا الغثيان هو ما أسماه نيتشه «المرض» العضال في البشرية. وإنّ من هذا المرض ينبع الاضطغان والعدمية وكل ما بغضه نيتشه وأنكره.